# Lo mestre de minyons
Lo mestre de minyons (El mestre de minyons, en català normatiu) és un quadre en un acte, original de Josep Feliu i Codina, estrenat al teatre del Bon Retir de Barcelona, la nit del 27 de juliol de 1878.

## Repartiment de l'estrena
- Senyor Colom, mestre: Lleó Fontova.
- Lliberata, sa filla: Mercè Abella.
- Tomasa: Caterina Mirambell.
- Salvador, alcalde: Gregori Alentorn.
- Genís, xicot de 19 anys: Iscle Soler.
- Peret: Frederic Fuentes.
- Un diputat provincial: Emili Casas.
- Francisquet, noi: Conrat Fontova.
- Cintet: Ricard Esteve.
- Eusebi: Caterina Fontova
- Pauet: Amàlia Fontova.
- Socós: Francisco Valverde.
- Climent: Isidre Domènech.
- Pares i mares dels nois, nois de l'estudi, músics del poble, civils, regidors, etc.